# Живео Хакл!
Живео Хакл! је канадска анимирана серија.
У Србији, Хрватској, Црној Гори, Босни и Херцеговини и Северној Македонији се приказивала на каналу Минимакс током 2008. године, на српском језику. Серија има две сезоне, укупно 52 епизоде, док је на српски синхронизована само прва. Синхронизацију је радио студио Суперсоник.

## Радња
Радња се одвија у измишљеном граду антропоморфних животиња, по књигама Ричарда Скерија. У свакој епизоди мачак Хакл, његова сестра Сели и њихови пријатељи решавају мистерије, постепено пратећи разне трагове.

## Награде
Прва сезона је 2009. освојила CFTPA награду за најбољу дечију емисију. Исте године је такође била номинована за Pulcinella награду за најбољу предшколску серију, на италијанском цењеном Cartoons on the Bay.